# Ильменка (река)
И́льменка — река в Московской области России, правый приток Сулати.
Берёт начало на стыке границ Московской, Тверской и Ярославской областей, впадает в Сулать в 7 км западнее села Кубринск.
Длина — 10 км, площадь водосборного бассейна — 28 км². Равнинного типа. Питание преимущественно снеговое. Замерзает обычно в середине ноября, вскрывается в середине апреля:7—8. В верховьях реку спрямляет канал, в среднем течении и низовьях русло реки пролегает по краю обширного Батьковского болота. Туристского значения река не имеет. Ближе всего к устью Ильменки находится деревня Шепелево (в двух километрах).
По данным Государственного водного реестра России, относится к Верхневолжскому бассейновому округу. Речной бассейн — (Верхняя) Волга до Куйбышевского водохранилища (без бассейна Оки), речной подбассейн — Волга до Рыбинского водохранилища, водохозяйственный участок — Волга от Иваньковского гидроузла до Угличского гидроузла (Угличское водохранилище).